# Anjos inconscientes
 Anjos Inconscientes é uma escultura de bronze idealizada por Timothy Schmalz, que está instalada na Praça de São Pedro, no Vaticano, desde 29 de setembro de 2019, 105º Dia Mundial dos Migrantes e Refugiados.
A estátua foi inaugurada pelo Papa Francisco em 2019, durante a celebração do 105º Dia Mundial dos Migrantes e Refugiados. Na cerimônia de inauguração, Francisco expressou seu desejo de que a escultura “lembrasse a todos o desafio evangélico da hospitalidade”.   

## História
A escultura, com seis metros de comprimento, retrata um grupo de migrantes e refugiados em um barco, vestindo roupas que indicam suas origens diversas, tanto culturais quanto históricas. Por exemplo, há um judeu fugindo da Alemanha nazista, um sírio escapando da guerra civil na Síria e um polonês evadindo do regime comunista. O escultor da obra explicou que “queria mostrar os diferentes estados de espírito e emoções envolvidos na jornada de um migrante”. Anteriormente, o artista já havia criado esculturas com temáticas semelhantes, como Jesus Sem Abrigo. A obra inclui asas de anjo, sugerindo que um migrante é, secretamente, um anjo entre nós. A inspiração do artista veio de Hebreus 13:2: “Não negligencieis a hospitalidade com os estranhos, pois assim alguns, sem saber, hospedaram anjos”. 
Foi a primeira vez em 400 anos, desde Bernini, que uma nova escultura foi instalada na Praça de São Pedro. 
A ideia da escultura surgiu do cardeal Michael Czerny, um colega canadense e subsecretário da Seção de Migrantes e Refugiados, que a encomendou em 2016. Entre as pessoas representadas no navio estão os pais do cardeal, que imigraram da Tchecoslováquia para o Canadá. A escultura foi financiada pela Família Rudolph P. Bratty, migrantes do norte da Itália. No dia 29 de setembro de 2019, o Papa Francisco e quatro refugiados de várias partes do mundo inauguraram a escultura. Uma reprodução menor, com cerca de um metro e meio de altura, será instalada permanentemente na Basílica de São Paulo Fora dos Muros, em Roma. 
Uma réplica da escultura está em exposição no Boston College, Estados Unidos, desde 15 de novembro de 2020. Uma réplica em tamanho real foi exibida em Miami de fevereiro de 2021 até 8 de abril de 2021. O Arcebispo de Miami, Thomas Wenski, afirmou sobre a estátua: “Esta é uma representação da família humana e da história da migração, e certamente, essa é a história de Miami. Miami é a Ellis Island do Sul, e isso, eu acho, representa isso muito bem." Ele então abençoou a réplica, comentando: "Que todos os que a contemplarem fiquem cheios de compaixão pelo estranho entre nós e ansiosos por estender a mão da amizade." 
Em abril de 2021, uma réplica foi colocada em frente ao Seminário Notre Dame, em Nova Orleans . Após uma turnê nacional, esta escultura será instalada no campus da Universidade Católica em Washington, no outono de 2021. 
Em 3 de novembro de 2022, uma réplica foi inaugurada no Oratório de São José — localizado no bairro multicultural de Cote-des-Neiges, também conhecido como Bairro das Nações, em Montreal, Quebec, Canadá — na presença do artista Timothy Schmalz e Reitor do Oratório Padre Michael DeLaney, CSC. “Hospedar a escultura é uma continuação da missão do fundador do Oratório de São José do Monte Royal, São Irmão André, CSC . Encruzilhada internacional, o Oratório é um significativo lugar de acolhimento para muitas pessoas que chegam a este país”. 